# Elektrolytisk cell

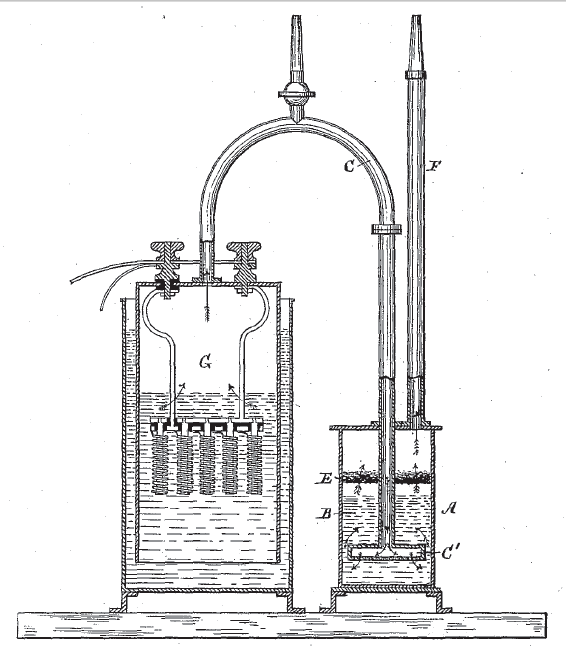
Elektrolytisk cell från 1800-talet för framställning av knallgas.

En elektrolytisk cell är elektrokemisk cell som består av två elektroder och mellanliggande elektrolyt och som använder en extern källa av elektrisk energi för att tvinga fram en kemisk reaktion som annars inte skulle inträffa. Den externa energikällan har en spänning som appliceras mellan cellens elektroder och ger en ström. Den positiva elektroden blir anod och den  negativa elektroden blir katod. Motsatsen till en elektrolytisk cell är en galvanisk cell, som i sig är en källa till elektrisk energi och grunden för ett batteri. Nettoreaktionen som äger rum i en galvanisk cell är en spontan reaktion, det vill säga Gibbs fria energi förblir -ve, medan nettoreaktionen som äger rum i en elektrolytisk cell är motsatsen till denna spontana reaktion, det vill säga Gibbs fria energi är +ve.

## Principer
I en elektrolytisk cell drivs en elektrisk ström genom cellen av en extern spänning, vilket gör att en ickespontan kemisk reaktion kan ske. Om den externa spänningen minskas så minskar även strömmen. Strömmen blir noll när reaktionens vilospänning uppnås. Är reaktionen reversibel och reaktanter finns kvar vid elektroderna innebär en ytterligare minskning av spänning att cellen övergår till att bli en galvanisk cell.
En elektrolyscell har tre komponenter: en elektrolyt och två elektroder. Elektrolyten är vanligtvis en lösning av vatten eller andra lösningsmedel i vilka joner är lösta. Smälta salter som natriumklorid kan också fungera som elektrolyter. Ström mellan elektroderna ger ett spänningsfält, ett så kallat IR-drop. I spänningsfältet vandrar anjonerna till anoden och katjonerna till katoden. Det gäller för såväl en elektrolytisk cell som för en galvanisk cell. Är strömmen noll sker ingen nettovandring. Endast med en extern elektrisk spänning med korrekt polaritet och tillräcklig storlek kan en elektrolytisk cell sönderdela en normalt stabil eller trög kemisk förening i lösningen. Den elektriska energin som tillhandahålls kan producera en kemisk reaktion som annars inte skulle inträffa spontant.
Michael Faraday definierade indirekt katoden i en cell som elektroden till vilken katjoner (positivt laddade joner, såsom silverjoner Ag+) vandrar inne i cellen, för att  reduceras genom ta emot elektroner från elektroden. På samma sätt definierar han anoden som elektroden till vilken anjoner (negativt laddade joner, som kloridjoner Cl-) vandrar inne i cellen. Anjoner oxideras genom att lämna elektroner till elektroden. 
En extern elektronledare (metall eller grafit) ansluten till elektroderna i en elektrolytisk cell bildar en elektrisk krets där katoden är negativ och anoden är positiv. Den yttre elektriska strömmen (i den externa kretsen) går från katoden genom strömkällan till anoden. Denna yttre strömriktning (från katod till anod) gäller även i fallet med en galvanisk cell. 

## Användning
Elektrolytiska celler används ofta för att sönderdela kemiska föreningar, i en process som kallas elektrolys — med elektro som betyder elektricitet  och det grekiska ordet lys betyder att bryta upp. Viktiga exempel på elektrolys är spaltning av vatten till väte och syre, omvandling av bauxit till aluminium samt tillverkning av kemikalier. Galvanisering (till exempel av koppar, silver, nickel eller krom) görs med hjälp av en elektrolytisk cell. Elektrolys är en teknik som använder en elektrisk likström (DC= direct current).
Kommersiellt används elektrolytiska celler vid elektroraffinering och elektroutvinning av flera ickejärnmetaller. De flesta såsom högrent aluminium, koppar, zink och bly produceras industriellt i elektrolytiska celler.
Som redan noterats kan vatten, särskilt när joner tillsätts (saltvatten eller surt vatten), elektrolyseras (utsättas för elektrolys). När det drivs av en extern spänningskälla, strömmar väte(H)joner till katoden för att kombinera med elektroner för att producera vätgas i en reduktionsreaktion. På samma sätt vandrar hydroxid (OH−)joner till anoden för att frigöra elektroner och en vätejon (H+) för att producera syrgas i en oxideringsreaktion.
När en ström passerar genom en saltsmälta av natriumklorid (NaCl), oxiderar anoden kloridjoner (Cl−) till klorgas. Kloridjoner avger elektroner till anoden. På samma sätt reducerar katoden natriumjoner (Na+) vilka tar emot elektroner från katoden. På katoden deponeras natrium som metall.
Natriumklorid som har lösts i vatten kan också elektrolyseras. Anoden oxiderar kloridjonerna (Cl−) och producerar klorgas (Cl2). Men vid katoden, reduceras vattenmolekyler till hydroxidjoner (OH−)
(H2) och vätgas (H2), istället för att natriumjoner ska reduceras till natriummetall. Det övergripande resultatet av elektrolysen är produktion av klorgas, vätgas och vattenlösning av natriumhydroxid (NaOH).